# Подлесный Алексинец
Подлесный Алексинец (укр. Підлісний Олексинець) — село в Городокском районе Хмельницкой области Украины.
Население по переписи 2001 года составляло 827 человек. Почтовый индекс — 32026. Телефонный код — 3251. Занимает площадь 2,94 км². Код КОАТУУ — 6821286501.

## Местный совет
32026, Хмельницкая обл., Городокский р-н, с. Подлесный Алексинец, ул. Ленина, 21